# Et la vie continue (mini-série)
Pour les articles homonymes, voir Et la vie continue.
Et la vie continue (…e la vita continua) est une comédie dramatique feuilletonnée en huit épisodes de 100 minutes en coproduction Allemagne de l'Ouest-France-Italie réalisée par Dino Risi et diffusée du 1er au 9 avril 1984 sur Rai 1.
Au Québec, elle est diffusée en huit parties de 55 minutes à partir du 26 avril 1985 à la Télévision de Radio-Canada, en France à partir du 12 mai 1985 sur Antenne 2, et en Suisse sur TSR1.

## Synopsis
Une saga familiale qui débute dans l'après-guerre et se termine dans les années 1980. Giulia est mariée à Arnoldo, un industriel, mais leur relation avec leurs enfants est problématique : Saverio est un carriériste sans scrupules qui veut évincer leur père de l'entreprise, Silvia est la rebelle qui tente de lui faire comprendre la vérité. La grande villa abrite également les frères et sœurs de Giulia : Evelina, l'écervelée, et Arturo, qui se prend pour un grand écrivain.

## Fiche technique
- Titre original italien : …e la vita continua[2]
- Titre français : Et la vie continue
- Réalisateur : Dino Risi
- Scénario : Giorgio Arlorio, Dino Risi, Bernardino Zapponi
- Musique : Paolo Rustichelli (it)
- Décors : Carlo Leva, Giuseppe Mangano (it)
- Production : Arturo La Pegna (it), Maurizio Pastrovitch
- Sociétés de production : Rai, Antenne 2, Bavaria Atelier
- Pays de production :  Italie,  France,  Allemagne de l'Ouest
- Langue originale : italien
- Format : Couleurs - 1,33:1 - Son mono
- Durée : 8 x 99 minutes
- Genre : Comédie dramatique
- Dates de sortie :
  - Italie : du 1er avril au 9 avril 1984
  - Québec : 26 avril 1985 à la Télévision de Radio-Canada
  - France : 12 mai 1985 sur Antenne 2
  - Allemagne de l'Ouest : 23 juin 1986

## Distribution
- Virna Lisi : Giulia Betocchi
- Jean-Pierre Marielle : Arnoldo Betocchi
- Clio Goldsmith : Silvia Betocchi
- Vittorio Mezzogiorno : Saverio Betocchi
- Sylva Koscina : Evelina
- Philippe Leroy : Dr Fasoli
- Mario Marenco (it) : Arturo De Marchi
- Valeria D'Obici : Giovanna
- Tino Scotti : Edoardo De Marchi
- Barbara Herrera (it) : la mère de Giovanna
- Moana Pozzi : Rossana
- Jinny Steffan (it) : Susan
- Francesco Madonna : Salvatore
- Marina Hedman : madame Cléo